# Hyakumantō Darani

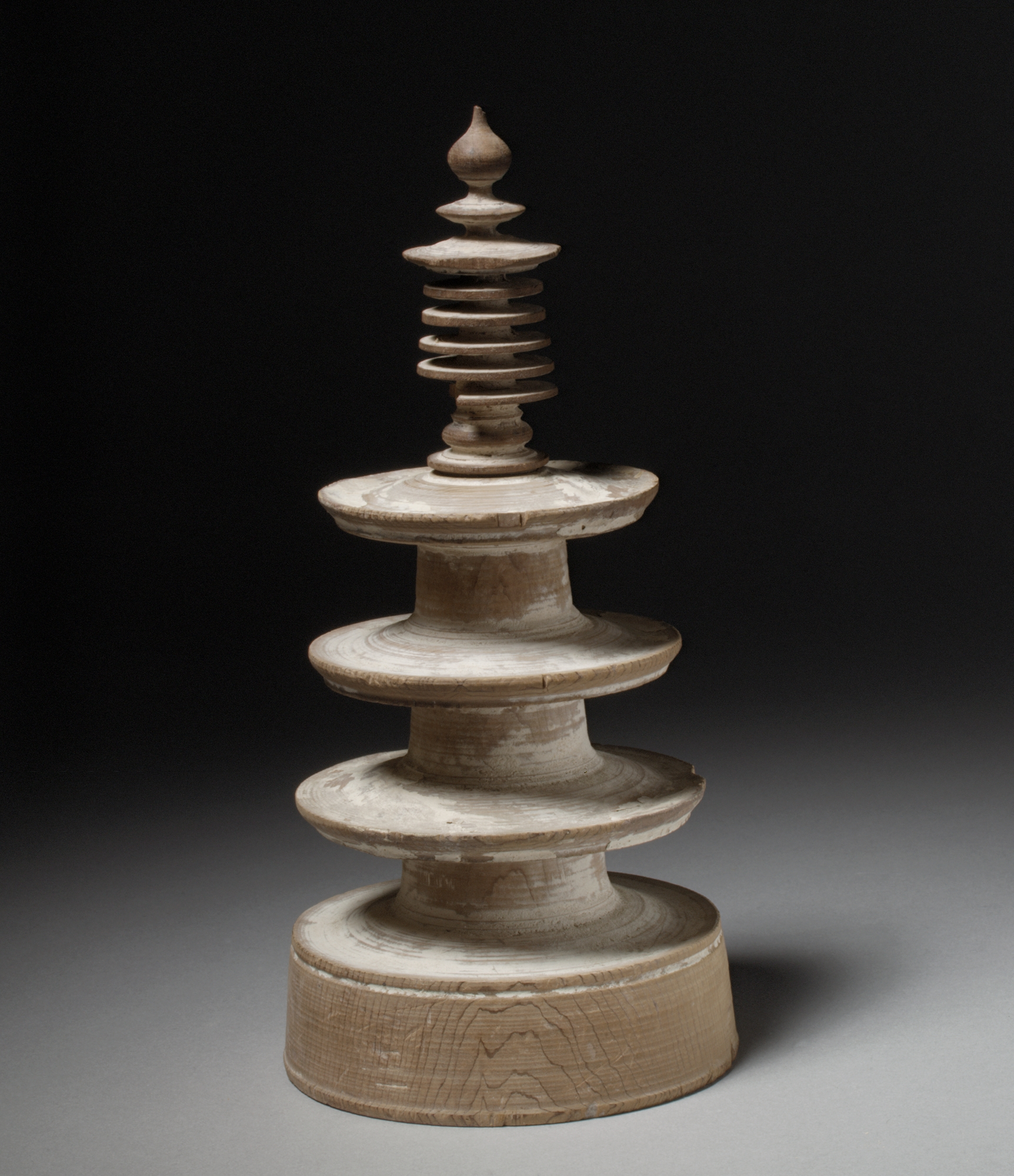
Exemplar d'una de les «un milió de pagodes».

El Hyakumantō Darani (百万塔陀羅尼), literalment Un milió de pagodes i oracions Dharani, és un famós gravat imprès al Japó l'any 764, considerat el primer text conegut imprès per mitjans mecànics en aquest país.
Al Japó, ja des del segle viii s'hi trobaven llibres impresos per gravar en fusta provinents dels temples budistes xinesos. El 764, l'emperadriu Shōtoku (718-770) va encarregar la creació d'un milió de petites pagodes de fusta, cadascuna de les quals amb un petit pergamí a dins (normalment de 6 x 45 cm.) imprès amb un text budista, Hyakumanto darani. Aquests es distribuïren pels temples de tot el país, en acció de gràcies per la sufocació de la rebel·lió Emi de 764. Aquests són els primers exemples de gravats japonesos (ukiyo-e) coneguts i documentats. Encara n'hi ha múltiples còpies.
La impressió fou completada el 770, i va costar una suma tan enorme de diners que la tècnica d'impressió no va progressar i la producció i distribució de llibres van continuar essent altament dependents de les còpies manuscrites.